# Microcharacidium geryi
Microcharacidium geryi är en fiskart som beskrevs av Zarske, 1997. Microcharacidium geryi ingår i släktet Microcharacidium och familjen Crenuchidae. Inga underarter finns listade i Catalogue of Life.